# Michael Tangl
Michael Tangl (* 26. Mai 1861 in Wolfsberg (Kärnten); † 7. September 1921 in Klagenfurt) war ein österreichischer Historiker und Diplomatiker.

## Leben
Der Sohn einer Bäckerfamilie studierte 1881 bis 1885 Geschichte und Klassische Philologie an der Universität Wien. 1885 bis 1887 wurde er am Institut für Österreichische Geschichtsforschung in Wien ausgebildet. 1887 bis 1891 arbeitete er auf Anregung Theodor von Sickels am Österreichischen Historischen Institut in Rom. Als Ergebnis dieses Aufenthaltes legte Tangl 1894 sein Hauptwerk Die päpstlichen Kanzleiordnungen von 1200–1500 vor, das große Beachtung und Anerkennung fand.
Unter der Leitung von Engelbert Mühlbacher arbeitete Tangl an Vorhaben der Monumenta Germaniae Historica (MGH) mit: seit 1892 an der Herausgabe der Urkunden der frühen Karolinger, deren erster Band nach Mühlbachers Tod unter Tangls Leitung 1906 erschien. Seit 1903 arbeitete er an der Herausgabe der Placita und übernahm die Leitung der Abteilung Epistolae. 1902 wurde er zum Mitglied der Zentraldirektion der MGH gewählt. Seit 1911 war er Redakteur der Zeitschrift der MGH (Deutsches Archiv, damals noch unter dem Titel Neues Archiv). Während des Ersten Weltkrieges, und weiter bis 1919, führte er die Geschäfte der MGH als kommissarischer Leiter.
1892 und 1895 war Tangl Beamter im österreichischen Archivdienst. 1892 bei Mühlbacher in den Fächern Geschichte des Mittelalters und Historische Hilfswissenschaften habilitiert, wurde er 1895 an die Universität Marburg berufen an das kurz zuvor gegründete Seminar für Historische Hilfswissenschaften. In Verbindung mit dem Seminar stand auch die preußische Archivarsausbildung an der noch heute existierenden Archivschule.
Schon 1897 wurde er an die Berliner Friedrich-Wilhelms-Universität berufen, wo er von 1900 bis zu seinem Tod als ordentlicher Professor für Historische Hilfswissenschaften und mittelalterliche Geschichte wirkte. Einer seiner treuesten Schüler wurde hier der Archivar und Historiker Hermann Krabbo. Seit 1913 war er korrespondierendes Mitglied der Bayerischen Akademie der Wissenschaften. 1918 wurde er zum ordentlichen Mitglied der Preußischen Akademie der Wissenschaften gewählt.
Neben den Arbeiten zur päpstlichen Diplomatik und Verwaltungsgeschichte publizierte Tangl im Rahmen der Edition der Karolingerdiplome zahlreiche quellenkritische Untersuchungen zu Fälschungen, zur Chronologie und zu seinem Spezialgebiet, den Tironischen Noten. Als erstes umfangreiches paläografisches Tafelwerk sind die von ihm zusammen mit Wilhelm Arndt herausgegebenen „Schrifttafeln zur Erlernung der lateinischen Paläographie“ in die Geschichte des Faches eingegangen. Er begründete das Archiv für Urkundenforschung als Zeitschrift sowohl für diplomatische Fachfragen als auch für historische Forschung mit Urkunden.
Tangl erkrankte 1921 während eines Urlaubs in Klagenfurt an der Ruhr und starb wenige Tage später, als er gerade neue Pläne für die Nachkriegszeit gefasst hatte.
Seine Tochter, die Historikerin Georgine Tangl bemühte sich stetig darum, die Erinnerung an ihren Vater zu wahren. In den 1950er Jahren war sie treibende Kraft für die Herausgabe eines Sammelbandes, der die wichtigsten Aufsätze ihres Vaters zusammenfasste.

## Werke (Auswahl)

### Monographien
- Die päpstlichen Kanzleiordnungen von 1200–1500, Innsbruck 1894 (ND Aalen 1959).
- mit Wilhelm Arndt: Schrifttafeln zur Erlernung der lateinischen Paläographie, 3 Bde., 3. Auflage, Berlin 1897 ff. 4. Aufl. 1904/07 (ND Hildesheim 1976).
- mit Engelbert Mühlbacher, Alfons Dopsch, Johann Lechner: Die Urkunden Pippins, Karlmanns und Karls des Großen (Pippini, Carlomanni, Caroli Magni Diplomata) (= MGH Diplomata Karolinorum, 1), Hannover 1906 (ND München 1979).
- Die Briefe des Heiligen Bonifatius und Lullus (= MGH Epistolae selectae, 1), Berlin 1916.
- Das Mittelalter in Quellenkunde und Diplomatik. Ausgewählte Schriften. 2 Bände (= Forschungen zur mittelalterlichen Geschichte, 12), Berlin 1966 (Die dort enthaltenen Aufsätze sind in der folgenden Liste i. d. R. nicht aufgeführt).

### Aufsätze
- Neue Forschungen über den Liber cancellariae apostolicae, in: NA 43 (1922), S. 551–578.
- Die arabischen Ziffern der Geheimschrift, in: NA 41 (1919), S. 738–740.
- Gregor VII. jüdischer Herkunft?, in: NA 31 (1906), S. 159–179.
- Die Echtheit des österreichischen Privilegium Minus, in: ZRG 38, Germanistische Abteilung 25 (1904), S. 258–286 (Digitalisat).
- Urkunde für Fulda vom 30. August 834, in: Historische Vierteljahresschrift 5 (1902), S. 527 ff.
- Die Urkunde Ludwigs des Frommen für Fulda vom 4. August 817, Mühlbacher 656 (642), in: NA 27 (1902), S. 9–34.
- Die Fälschungen Chrysostomus Hanthalers, in: MIÖG 19 (1898), S. 1–54.
- Die Urkunden Karls des Großen für Bremen und Verden, in: MIÖG 18 (1897), S. 53–68 (Digitalisat).
- Rückdatierungen in Papsturkunden, in: MIÖG 15 (1894), S. 128–130.
- Die sogenannte Brevis nota über das Lyoner Concil von 1245, in: MIÖG 12 (1891), S. 246–253.
- Der vollständige Liber cancellariae des Dietrich von Nieheim, in: MIÖG 10 (1889), S. 464–466.
- Zur Baugeschichte des Vaticans, in: MIÖG 10 (1889), S. 428–442.

Abkürzungsverzeichnis:
- MIÖG: Mitteilungen des Instituts für Österreichische Geschichtsforschung
- NA: Neues Archiv der Gesellschaft für ältere deutsche Geschichtskunde
- ZRG: Zeitschrift der Savigny-Stiftung für Rechtsgeschichte